# L'Ange de l'abîme
Cet article concerne le court-métrage d'Annie Tresgot. Pour le roman de Pierre Bordage, voir L'Ange de l'abîme (roman).
Pour plus de détails, voir Fiche technique et Distribution.
L'Ange de l'abîme est un court métrage documentaire de Annie Tresgot réalisé en 1982.

## Synopsis
Un portrait du peintre Nicolas Kalmakoff.

## Fiche technique
- Titre : L'Ange de l'abîme
- Réalisation : Annie Tresgot
- Photographie : Carlo Varini
- Montage : Nadine Fischer
- Son : Bernard Bats et Bernard Rochut
- Sociétés de Production : Agat Films & Cie, Copra Films et TF1
- Genre : documentaire
- Durée : 30 minutes
- Date de sortie : 
  -  France : 1982

## Distribution
- Anne Evreinoff
- Jean Gaudin
- Serge Ivanoff
- Georges Martin du Nord
- Marie Mergey
- Judith O'Keiffe

## Distinction
- 1983 : Aux Césars, nommé au prix du meilleur court métrage documentaire